# Titan eSports
Titan eSports (kurz: Titan) war eine im August 2013 gegründete E-Sport-Organisation mit Sitz in Singapur. Sie war in den Disziplinen Counter-Strike: Global Offensive, Smite, Dota 2 und Quake Live aktiv. Am 13. Januar 2016 löste sich die Organisation aus wirtschaftlichen Gründen auf.

## Counter-Strike: Global Offensive
Nachdem die VeryGames Company ihr Werksteam VeryGames aus wirtschaftlichen Gründen Zum Jahresende 2013 aufgab, eröffnete Titan eSports seine Counter-Strike-Sparte und übernahm Nathan „NBK“ Schmitt, Edouard „SmithZz“ Dubourdeaux, Kévin „Ex6TenZ“ Droolans, Adil „ScreaM“ Benrlitom und Richard „shox“ Papillon von Team VeryGames. Allerdings konnte das CS: GO-Team nicht an die Leistungen unter VeryGames anknüpfen. Bei der EMS One Katowice 2014 schied man in der Vorrunde aus. Auch bei den Copenhagen Games 2014 und beim DreamHack Summer 2014 musste Titan sich schon im Viertelfinale geschlagen geben.
Im April 2014 verließ Richard „shox“ Papillon das Team. Er wurde von Kenny „kennyS“ Schrub ersetzt, welcher dem Team schon aus VeryGames-Zeiten vertraut war. Nachdem Titan eSports bei der ESL One Cologne 2014 erneut in der Vorrunde ausgeschieden war, wurde das Team wegen Misserfolg umgebaut. Nathan „NBK“ Schmitt, Edouard „SmithZz“ Dubourdeaux und Adil „ScreaM“ Benrlitom wurden Anfang September durch Dan „apEX“ Madesclaire, Hovik „KQLY“ Tovmassian und Mathieu „Maniac“ Quiquerez (alle vorher bei Team LDLC) ersetzt. Am 20. November 2014 wurde der Spieler Hovik „KQLY“ Tovmassian wegen eines VAC-Bans aus dem Lineup suspendiert. Infolge des Leistungsbetrugs disqualifizierte die Valve Corporation Titan eSports vom mit 250.000 $ dotierten DreamHack Winter 2014. In der Folge anhaltender Erfolglosigkeit gab Titan im Juli 2015 die Spieler Kenny „kennyS“ Schrub und Dan „apEX“ Madesclaire an Team EnVyUs ab. Im Gegenzug wechselten Edouard „SmithZz“ Dubourdeaux und Richard „shox“ Papillon zu Titan. Am 23. September 2015 wurde Mathieu „Maniac“ Quiquerez durch Adil „ScreaM“ Benrlitom ersetzt. Das Team wurde im Rahmen der Auflösung der Organisation im Januar 2016 entlassen.

### Ehemalige Spieler
- Edouard „SmithZz“ Dubourdeaux (Jan.–Aug. 2014, Juli 2015–Jan. 2016)
- Richard „shox“ Papillon (Jan.–Apr. 2014, Juli 2015–Jan. 2016)
- Kévin „Ex6TenZ“ Droolans (Jan. 2014–Jan. 2016)
- Adil „ScreaM“ Benrlitom (Jan.–Aug. 2014, Sep. 2015–Jan. 2016)
- Cédric „RpK“ Guipouy (seit Dez. 2014)
- Jérémy „ioRek“ Vuillermet (Manager, Ersatzspieler, Nov. 2014–Jan. 2016)
- Nathan „NBK“ Schmitt (Jan.–Aug. 2014)
- Hovik „KQLY“ Tovmassian (Sep.–Nov. 2014)
- Kenny „kennyS“ Schrub (Apr. 2014–Juli 2015)
- Dan „apEX“ Madesclaire (Sep. 2014–Juli 2015)
- Mathieu „Maniac“ Quiquerez (Sep. 2014–Sep. 2015)

### Erfolge
| Datum     | Platz   | Turnier                                     | Preisgeld  |
| --------- | ------- | ------------------------------------------- | ---------- |
| Jan. 2014 | 2.      | ESEA Season 15 Finals                       | 08.000 $   |
| Feb. 2014 | 1.      | DreamHack SteelSeries CS:GO Invitational    | 07.500 $   |
| Mär. 2014 | 2.      | Fragbite Masters 2014                       | 30.000 SEK |
| Mai 2014  | 3.      | SLTV StarSeries Season IX                   | 05.000 $   |
| Mai 2014  | 1.      | Hitbox CS:GO Arena Championship             | 01.750 $   |
| Aug. 2014 | 2.      | Gfinity G3 Lan                              | 10.000 $   |
| Sep. 2014 | 1.      | DreamHack 2014 – Stockholm                  | 10.000 $   |
| Sep. 2014 | 3.      | Star Ladder StarSeries CS:GO Season XI      | 06.000 $   |
| Jan. 2015 | 2.      | ASUS ROG CS:GO Winter Tournament 2015       | 07.000 $   |
| Feb. 2015 | 2.      | iOS Pantamera                               | 05.200 €   |
| Apr. 2015 | 1.      | Gamers Assembly 2015                        | 10.000 $   |
| Apr. 2015 | 2.      | ESL Pro League Winter 2014–2015             | 07.000 $   |
| Apr. 2015 | 3.      | ESEA S18 LAN                                | 15.000 $   |
| Apr. 2015 | 3. – 4. | Gfinity Spring Masters II                   | 05.000 $   |
| Sep. 2015 | 3.      | Gaming Paradise 2015                        | 05.000 $   |
| Sep. 2015 | 5. – 6. | ESL ESEA Pro League Dubai Invitational 2015 | 12.500 $   |
| Nov. 2015 | 3. – 4. | CEVO CS:GO Season 8 LAN Finals              | 10.000 $   |
| Nov. 2015 | 5.      | ESL ESEA Pro League Season 2 EU Division    | 13.000 $   |
| Jan. 2016 | 3. – 4. | Red Dot Invitational                        | 06.250 $   |

## Smite
Titan verpflichtete im Dezember 2014 das Roster des Teams Aquila. Das Team gewann bei der Smite World Championship im Januar 2015 mehr als eine halbe Million Dollar Preisgeld. Das Team wurde im Rahmen der Auflösung der Organisation im Januar 2016 entlassen.
- Thomas „Repikas“ Skallebaek (Jungler)
- Kevin „Confrey“ Confrey (Solo)
- Mark „Ataraxia“ Nate (Hunter)
- Emil „PrettyPriMe“ Edström (Mid)
- Andreas „KanyeLife“ Christmansson (Support)
- Nicklas „BroTuZ“ Petersen (Solo)

### Erfolge
| Datum     | Platz | Turnier                                   | Preisgeld |
| --------- | ----- | ----------------------------------------- | --------- |
| Jan. 2015 | 2.    | Smite World Championship 2015             | 522.452 $ |
| Juli 2015 | 4.    | Smite Pro League – Season 2 Summer Finals | 020.000 $ |
| Nov. 2015 | 6.    | SPL – Season 2 Super Regionals EU         | 024.000 $ |

## Dota 2
Titan übernahm nach dem The International 3 die vier malaysischen Spieler Chong Xin „Ohaiyo“ Khoo, Wai Pern „Net“ Lim, Joel Zhan Leong „XtiNcT“ Chan und Kong Yang „kY.xY“ Lee von Orange eSport, welche dort Dritter wurden. Nachdem Chee Cai „Ice“ Chua und Gavin „Meracle“ Kang sich nicht mit der Spielweise des Teams anfreunden konnten, wurde Wei Poong „NWP“ Ng als Teamkapitän ins Boot geholt. Mit ihm fuhr man Siege bei den Asian Cyber Games und beim „The Inaugural“ ein. Im Oktober 2014 löste sich die Dota-2-Abteilung auf.

### Ehemalige Spieler
- Chee Cai „Ice“ Chua
- Gavin „Meracle“ Kang
- Chong Xin „Ohaiyo“ Khoo
- Wei Poong „YamateH“ Ng
- Wai Pern „Net“ Lim
- Joel Zhan Leong „XtiNcT“ Chan
- Kong Yang „kY.xY“ Lee
- Chai „Mushi“ Yee Fung

### Erfolge
| Datum     | Platz  | Turnier                | Preisgeld |
| --------- | ------ | ---------------------- | --------- |
| Dez. 2013 | 1.     | Asian Cyber Games 2013 | 15.000 $  |
| Juli 2014 | 9./10. | The International 4    | 48.349 $  |

## Quake Live
Mit Alexei „Cypher“ Januschewski konnte Titan Ende 2013 eine Quake-Legende ins Boot holen. Startend für Titan konnte der Belarusse den DreamHack Winter 2013 in seiner Disziplin gewinnen. Im Dezember 2014 trennte sich Titan von Januschewski und hatte seitdem keine Quake-Spieler mehr unter Vertrag.